# Hyalurga soroides
Hyalurga soroides là một loài bướm đêm thuộc phân họ Arctiinae, họ Erebidae.